# АЕС Бренніліс
Атомна електростанція Бренніліс (EL-4) — виведений з експлуатації об’єкт, розташований на горах Мон-д’Арре в комуні Бренніліс у Фіністері, Франція.

## Історія

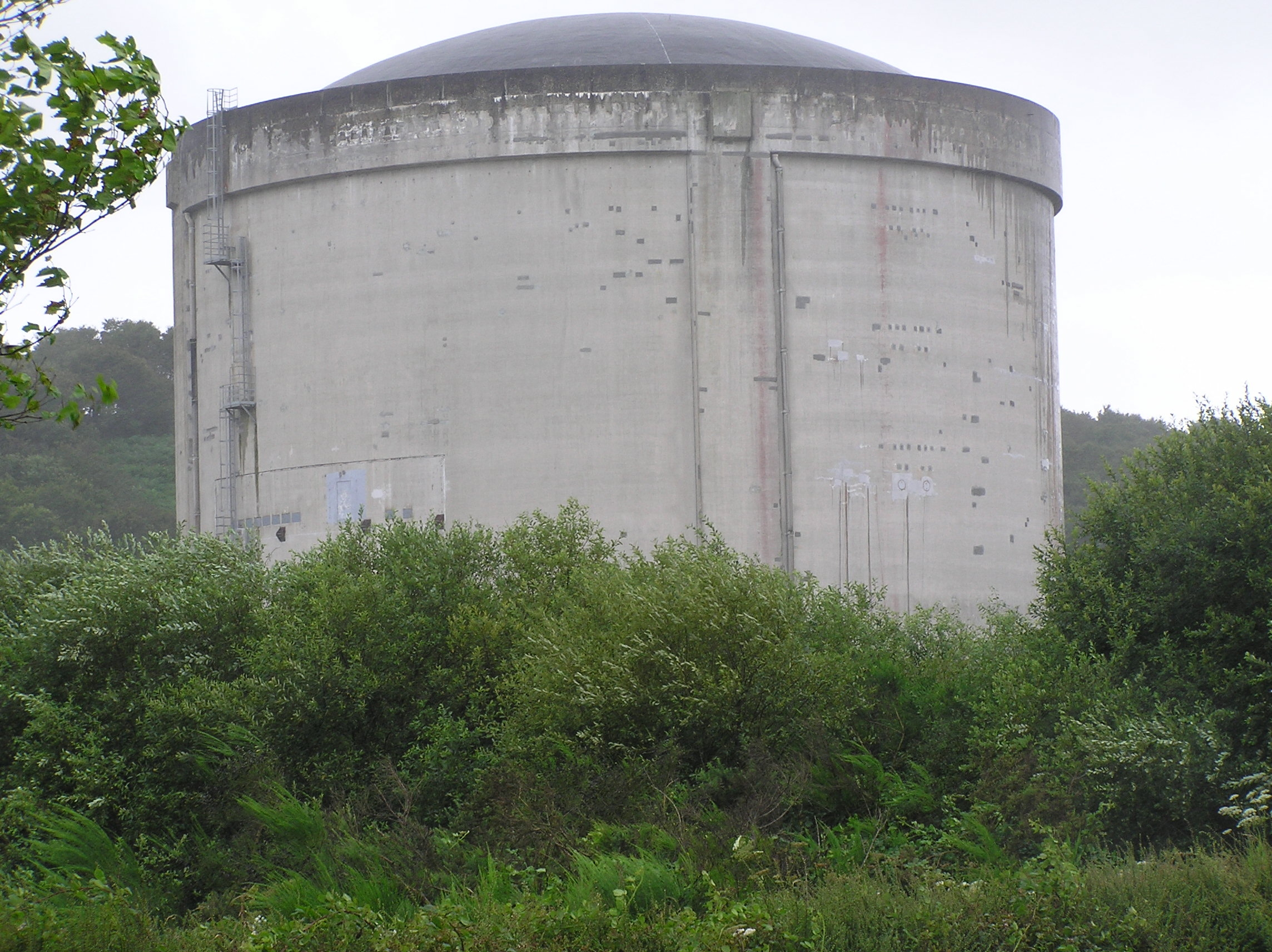
Конструкція захисної оболонки реактора

Комісаріат атомної енергетики Франції розпочав будівництво цього експериментального реактора зі сповільнювачем важкою водою та охолоджуваним вуглекислим газом (HWGCR) у 1962 році. Реактор мав заплановану вихідну потужність 70 МВт. Станція досягла критичного стану в грудні 1966 року.
Однак у 1971 році уряд Франції вирішив використати технологію водяного реактора під тиском, розроблену в Сполучених Штатах, як модель конструкції.
15 серпня 1975 року два вибухи незначно пошкодили турбіну та зруйнували телефонну лінію. Відповідальність взяв на себе Фронт звільнення Бретані. У 1979 році група знищила електричні лінії, що йшли від заводу до мережі, і через відсутність мережі для подачі електроенергії завод припинив роботу. Це був єдиний випадок в історії, коли терористична група успішно зупинила роботу атомної електростанції.
У 1985 році реактор зупинили остаточно. Вартість виведення з експлуатації наразі оцінюється в 482 мільйони євро, що значно перевищує початкові оцінки.

## Досвід виведення з експлуатації
Ця АЕС знаменує перше виведення з експлуатації повної атомної електростанції у Франції. EDF і CEA оголосили про свій намір зробити цей процес прозорим, щоб його можна було використовувати як модель для майбутніх операцій з виведення з експлуатації на інших заводах.
Процес ділиться на 3 етапи.

### Етап 1
Цей етап почався в 1985 році і схожий на перерву в заправці; паливо переміщується до басейну відпрацьованого палива, але нове паливо не завантажується, і паливо на місці зрештою транспортується в інше місце. Він складається з:
- остаточне відключення
- скидання ядерного палива
- злив контурів охолодження

### Етап 2
У 1995 році було проведено громадське розслідування. У 1996 році було прийнято рішення про те, що техніко-економічне обґрунтування «озеленення» ділянки буде подано до кінця 1999 року. Етап 2 розпочався в 1997 році і складається з:
- дезактивація та розбирання будівель, за винятком самого реактора
- евакуація ядерних відходів
- герметична оболонка корпусу реактора

13 грудня 2000 р. підвищення рівня ґрунтових вод спричинило затоплення хімзаводу. У січні 2001 року у спільній внутрішній будівлі сталася пожежа. У 2005 році 2 етап був офіційно завершений.

### Етап 3
Етап 3 складається здебільшого з розміщення корпусу реактора (RPV) і зараз триває.
- демонтаж парогенераторів
- демонтаж корпусу реактора
- знесення захисної споруди

## Інформація про енергоблоки
| Енергоблок    | Тип реакторів | Потужність | Потужність | Початок будівництва | Пуск       | Підключення до мережі | Введення в експлуатацію | Закриття   |
| Енергоблок    | Тип реакторів | Чистий     | Брутто     | Початок будівництва | Пуск       | Підключення до мережі | Введення в експлуатацію | Закриття   |
| ------------- | ------------- | ---------- | ---------- | ------------------- | ---------- | --------------------- | ----------------------- | ---------- |
| Monts d'Arrée | GCR, EL-4     | 70 МВт     | 75 МВт     | 01.07.1962          | 23.12.1966 | 09.07.1967            | 01.06.1968              | 31.07.1985 |